# Isla Sijiao
La isla Sijiao (en chino, 泗礁山; pinyin, Sìjiāoshān) es la isla más grande del grupo de las islas Shengsi (嵊泗列岛) con una superficie de 21,2 km². La isla tiene un clima subtropical con una temperatura media anual de 15,8 °C. Es administrada por el Condado de Shengsi (嵊泗县), parte de la ciudad-prefectura de Zhoushan (嵊泗县).
Hay líneas regulares de transbordadores desde Shanghai Wusong, Shiliupu y los Puertos Luchao que operan varias veces al día. El tiempo promedio de viaje desde Shanghái es de aproximadamente 5 horas. La isla es un destino turístico sobre todo por su mar.